# 観音塚古墳 (羽曳野市)
観音塚古墳（かんのんづかこふん）は、大阪府羽曳野市飛鳥にある古墳。形状は円墳。国の史跡に指定されている。	
内部に切石を組み合わせて構築した横口式石槨（石室構造の1種）を有しており、飛鳥時代に造られた終末期古墳の1つである。

## 概要
鉢伏山から派生する尾根上に立地し、近鉄南大阪線上ノ太子駅の北方約600メートルにある。周辺は飛鳥千塚古墳群をはじめとする群集墳が営まれ、それらの中に数基の終末期古墳が点在しており、当古墳はその1基である。墳丘の規模、形状は、ぶどう園として利用され、盛土の一部が失われていたことから明確ではないが径13メートルの円墳とみられる。

## 石槨構造

石槨俯瞰図

石槨展開図

埋葬施設は、周辺で産出する石英安山岩の切石を組み合わせた横口式石槨で、石槨部、前室、羨道で構成されている。石槨部は身と蓋の2石で構成され、天井石の内側を屋根型に整形しており、家形石棺の内側の形状と共通する。石槨部の規模は、長さ1.93メートル、幅0.92メートル、高さ0.78メートルで南小口には幅60センチ、高さ64センチの横口部を設け、扉をはめ込む段が造り出されている（扉石は亡失）。前室では、石槨部入口に密着して、石槨部の床面に高さを合わせた切石が据え置かれている。前室入口は階段状の敷居石が設置された後、柱状の石材を両側に立て、その上に梁石を架け渡しており、ここにも扉がはめられていたようである。前室の壁面は東面に7石、西面に8石の切石をモザイク状に組み合わせ、隙間がほとんどないという。こうした高度な石積み技術は、周辺のオーコ8号墳、鉢伏山西峰古墳にも認められ、朝鮮半島に技術的系譜を求める見解があり、石槨部の構築には高麗尺が用いられたという説もある。埋葬施設は明治以前から開口しており、副葬品については不明である。1981年（昭和56年）に国の史跡に指定されている。

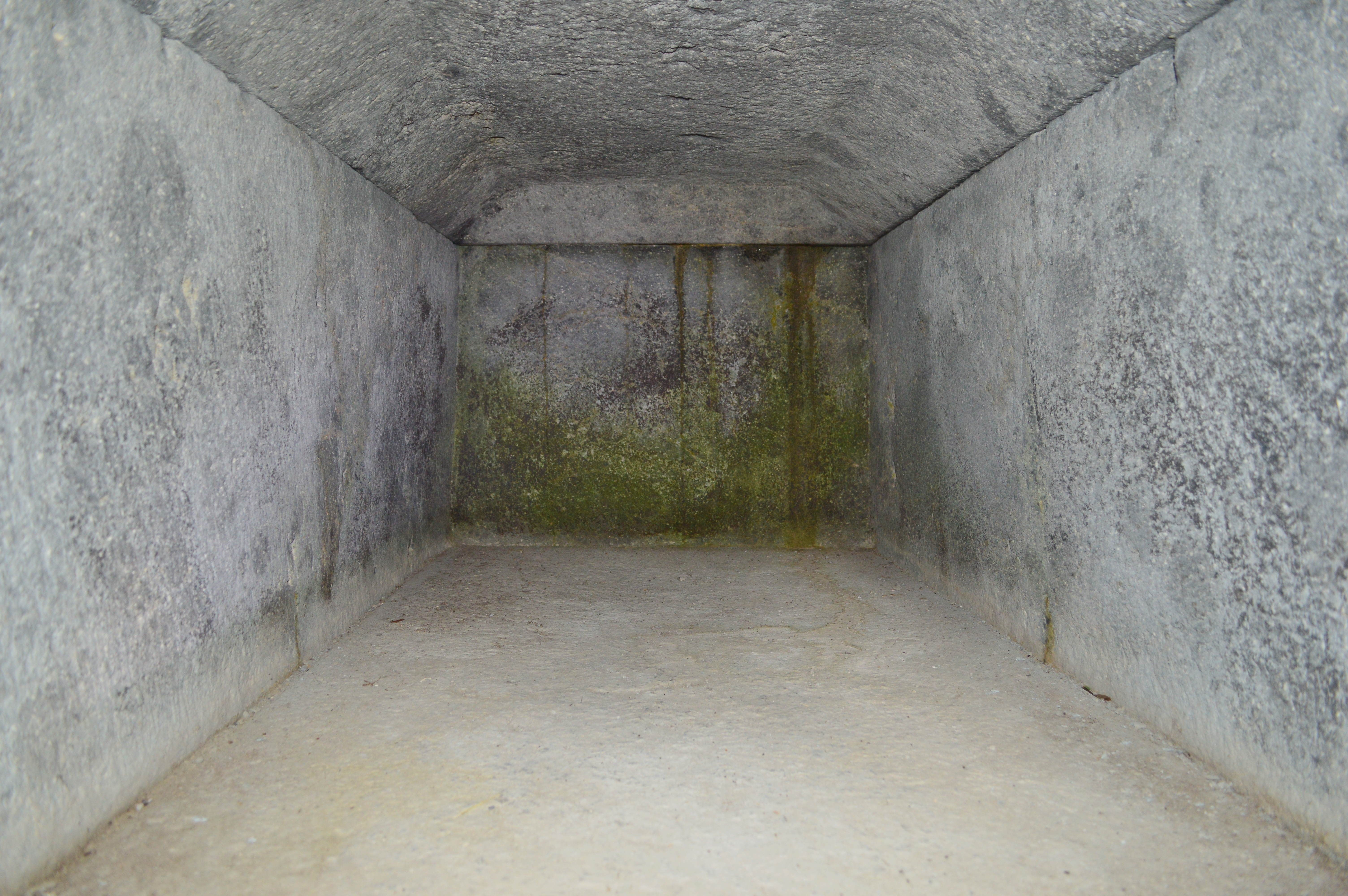
石槨部
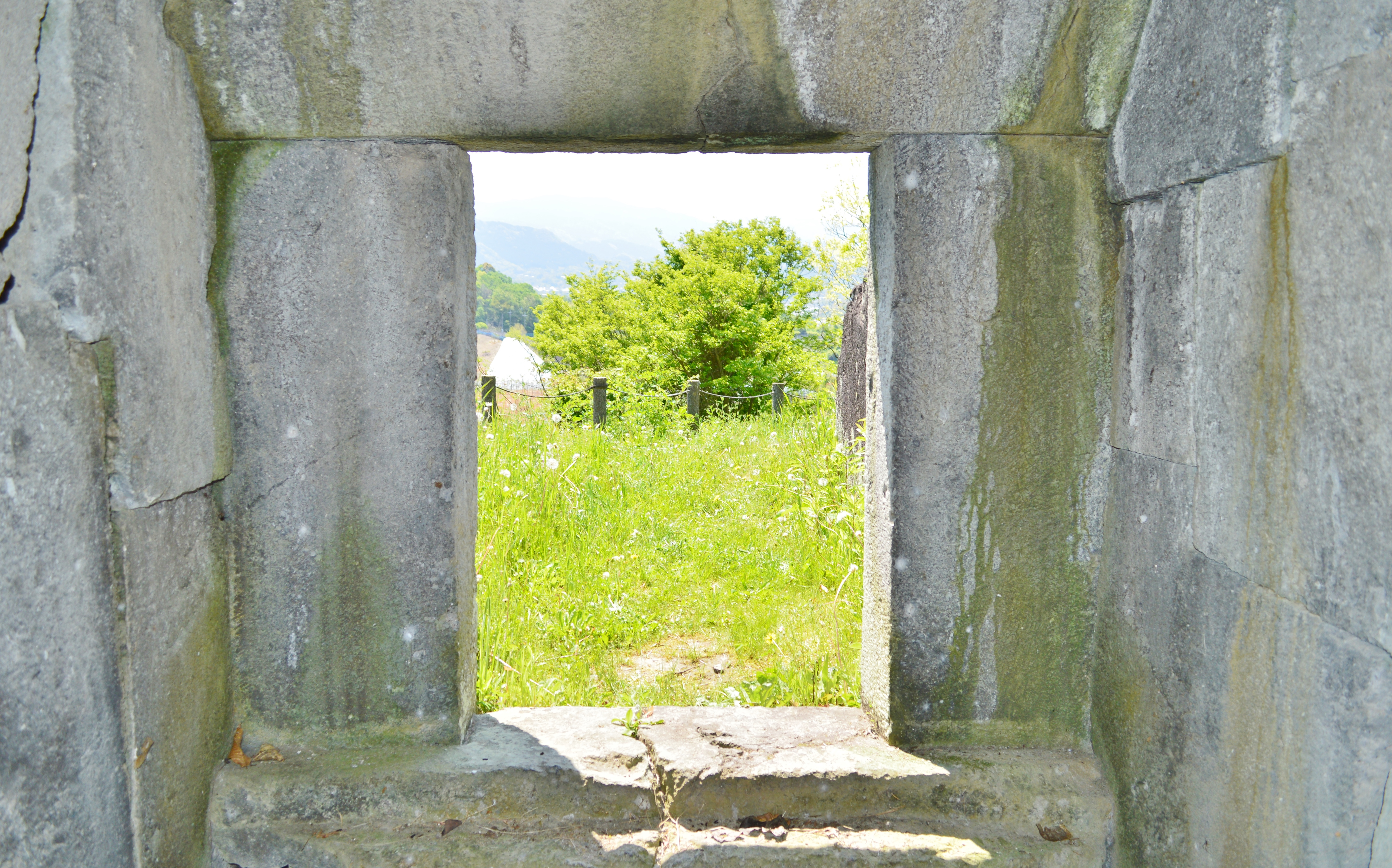
前室（開口部方向）
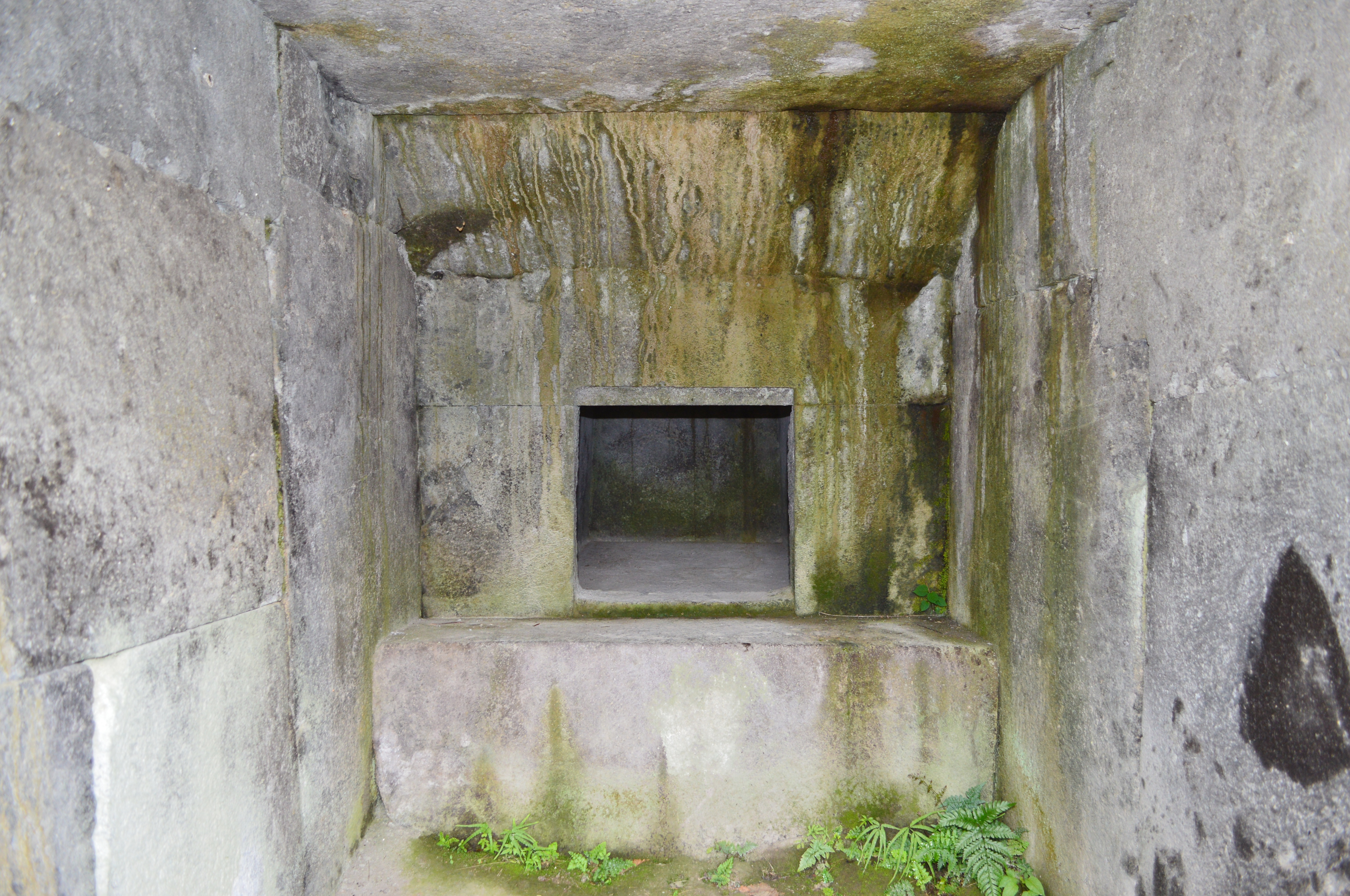
前室（石槨方向）

## 文化財

### 国の史跡
- 観音塚古墳 - 1981年（昭和56年）4月22日指定[1]。